# Okada Saburōsuke
Okada Saburōsuke (in giapponese 岡田 三郎助?; Saga, 12 gennaio 1869 – Tokyo, 23 settembre 1939) è stato un pittore giapponese, esponente dello stile Yōga, nonché professore alla scuola di belle arti di Tokyo (Tōkyō Bijutsu Gakkō), che precedette l'università delle arti di Tokyo.

## Biografia
I suoi genitori erano dei vassalli del clan di samurai dei Nabeshima. Egli frequentò una scuola dove si insegnava la pittura all'occidentale, sotto la tutela di Soyama Sachihiko (曽山幸彦). Nel 1891, divenne un membro della "Meiji Bijutsu-kai" ("Società di belle arti Meiji") e, dopo la morte prematura di Soyama, lavorò con Horie Moriaki (堀江正章, 1852–1932), completando i suoi studi nel 1893.
Nello stesso anno, subì l'influenza di Kuroda Seiki (黒田清輝) e Kume Keiichiro (久米桂一郎), appena tornati dalla Francia. Costoro gli fecero conoscere la scuola di Barbizon e il concetto di pittura all'aria aperta. Nel 1896, divenne un professore assistente di arte Yōga alla scuola di belle arti edochiana. Fu anche uno dei membri fondatori della "Hakuba-kai" ("Società Cavallo Bianco"), un'associazione di artisti organizzata in modo approssimativo, che forse prese il nome dal loro tipo preferito di sachè.

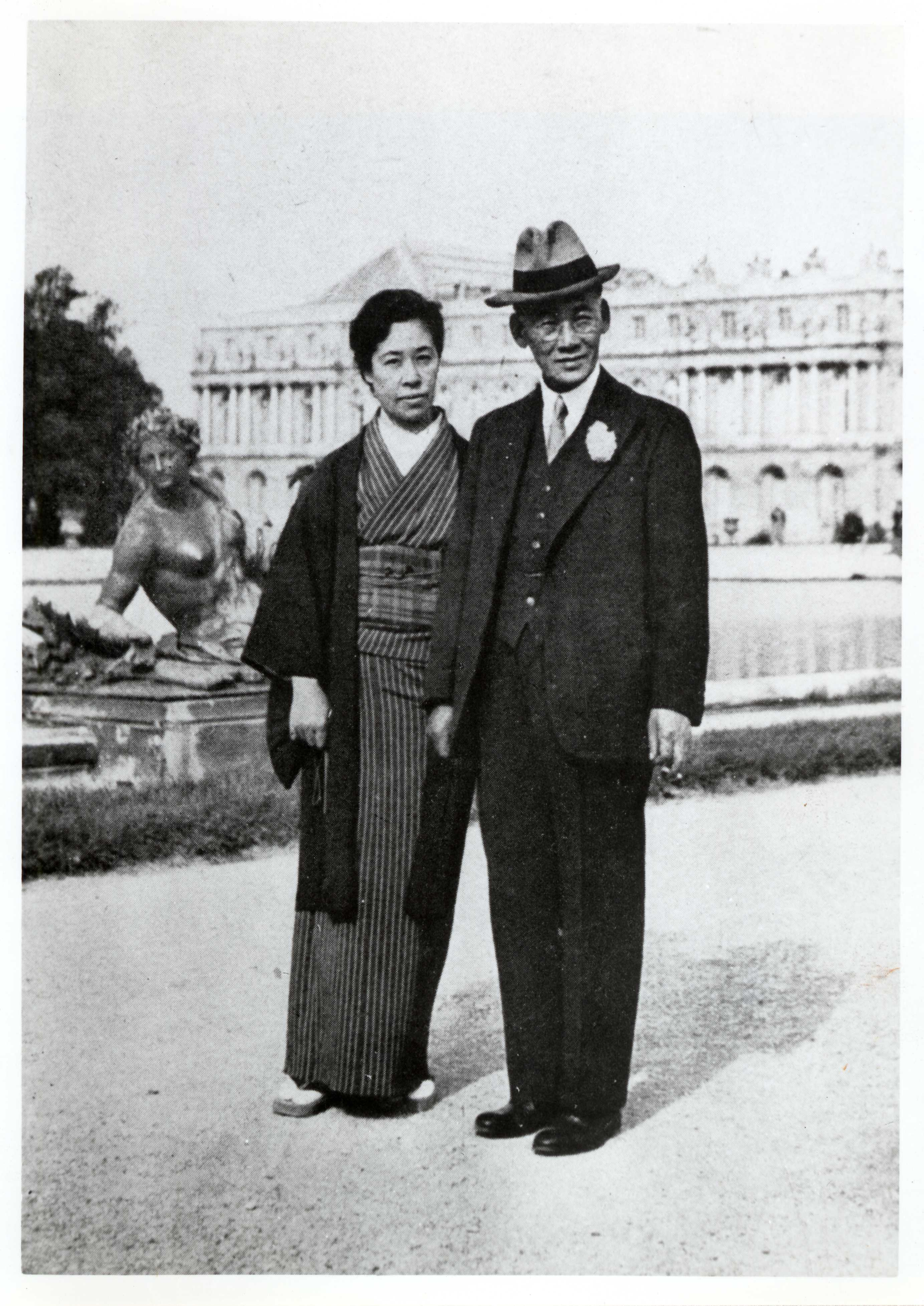
Okada Saburōsuke e sua moglie Yachiyo in una fotografia scattata in Francia nella prima metà del ventesimo secolo

In seguito, il ministero della cultura gli assegnò una borsa per studiare in Francia, dove lavorò con Raphaël Collin. Dopo il suo ritorno nel 1902, divenne un professore a tutti gli effetti. Poco dopo, sposò Yachiyo, la figlia del drammaturgo Kaoru Osanai (小山内薫). Dopo il 1907, egli fu un membro della giuria della mostra annuale d'arte organizzata dal ministero (il "Monbushō Tenrankai"). Nel 1912, assieme a Fujishima Takeji (藤島武二), egli fondò l'istituto Hongō per la pittura occidentale. In seguito gli venne assegnato l'ordine del Sacro Tesoro.
Nel 1930, il ministero della cultura lo inviò in Europa per parlare con Kiyoshi Hasegawa e valutare la possibilità di una mostra di arte moderna nipponica. Quattro anni dopo, fu nominato artista della Casa imperiale. Nel 1937 venne nominato membro dell'accademia imperiale di belle arti (Teikoku Bijutsu-in).
Nel 1937, Okada ricevette l'ordine della Cultura, l'onorificenza più alta nel mondo culturale giapponese. In generale, la sua carriera artistica conobbe un andamento per lo più fluido. I soggetti dei quadri di Okada includevano sia paesaggi che ritratti, ed egli era molto abile nel dipingere dei ritratti femminili. Le donne venivano ritratte dal suo pennello con un colorito di pelle caldo, dei tratti eleganti e delicati. Nel 1907 egli vinse il primo premio dell'esposizione industriale di Tokyo grazie alla sua opera Fujin-zō (婦人像, "Ritratto di donna"), un ritratto della moglie di Yoshio Takahashi. In seguito espose Dōjōji (道成寺) e il ritratto della moglie di Ōkuma Shigenobu, che consolidarono la sua reputazione come pittore di ritratti femminili.

## Galleria d'immagini

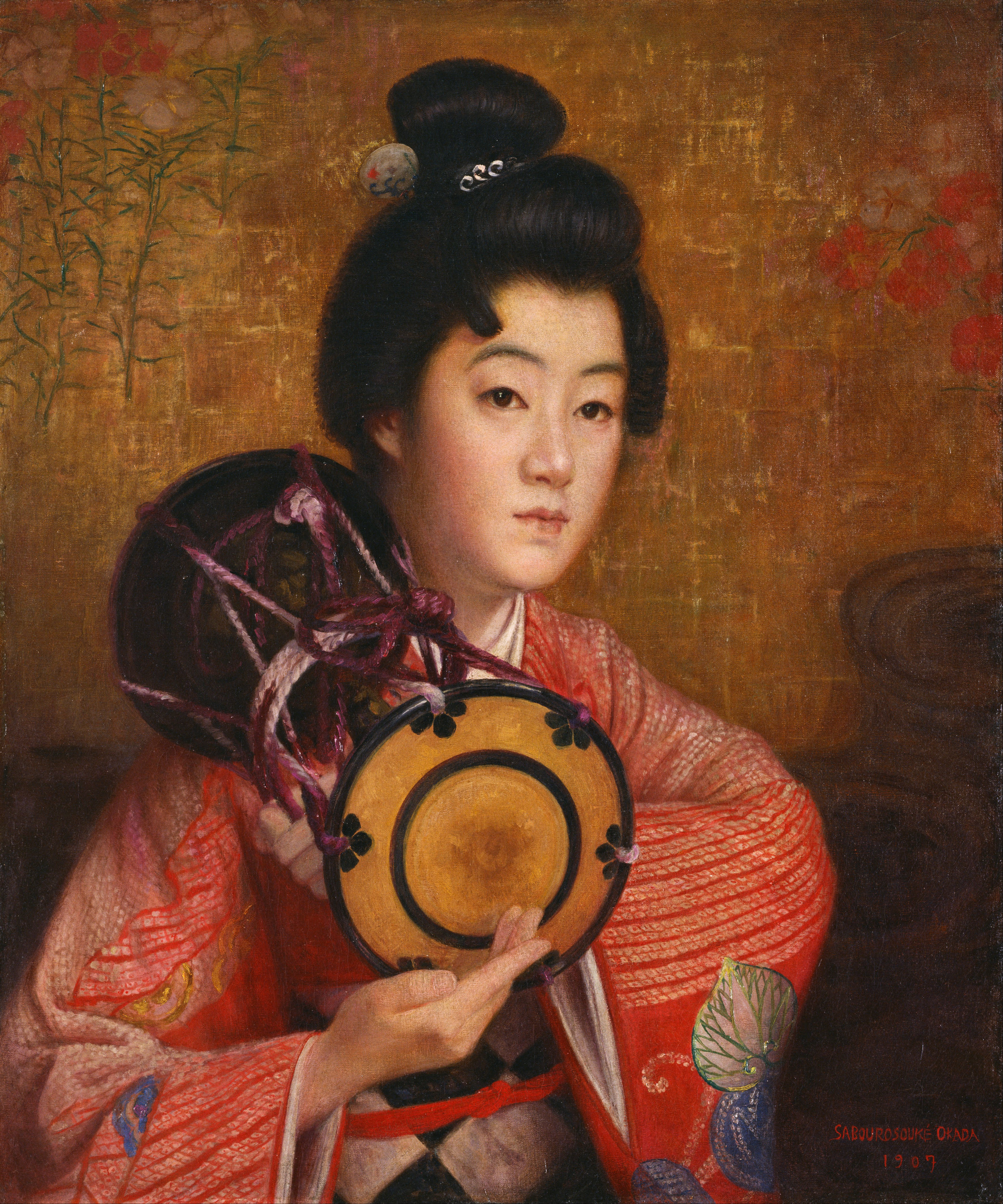
Fujin-zō, 1907
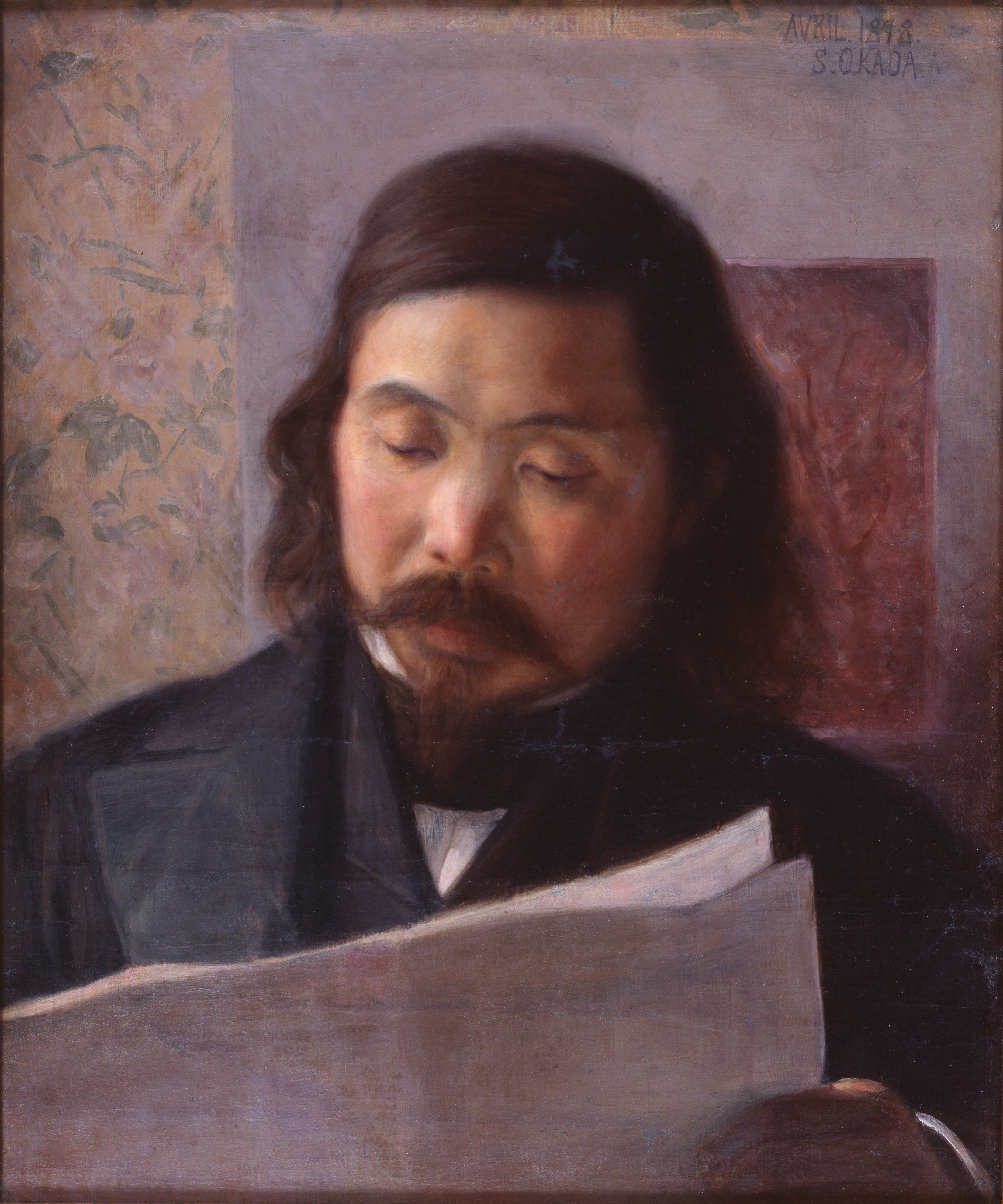
Un ritratto di Jirō Okabe (un politico conservatore)
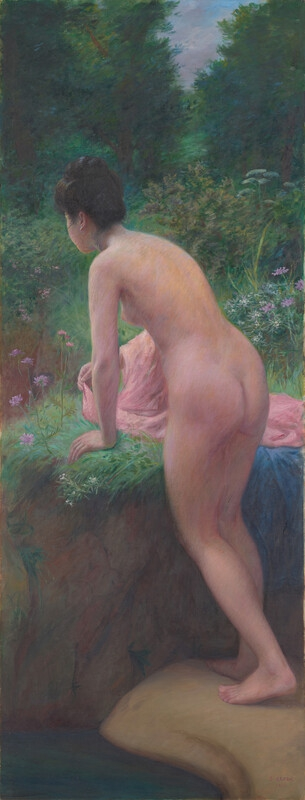
Suiyoku no mae, 1916
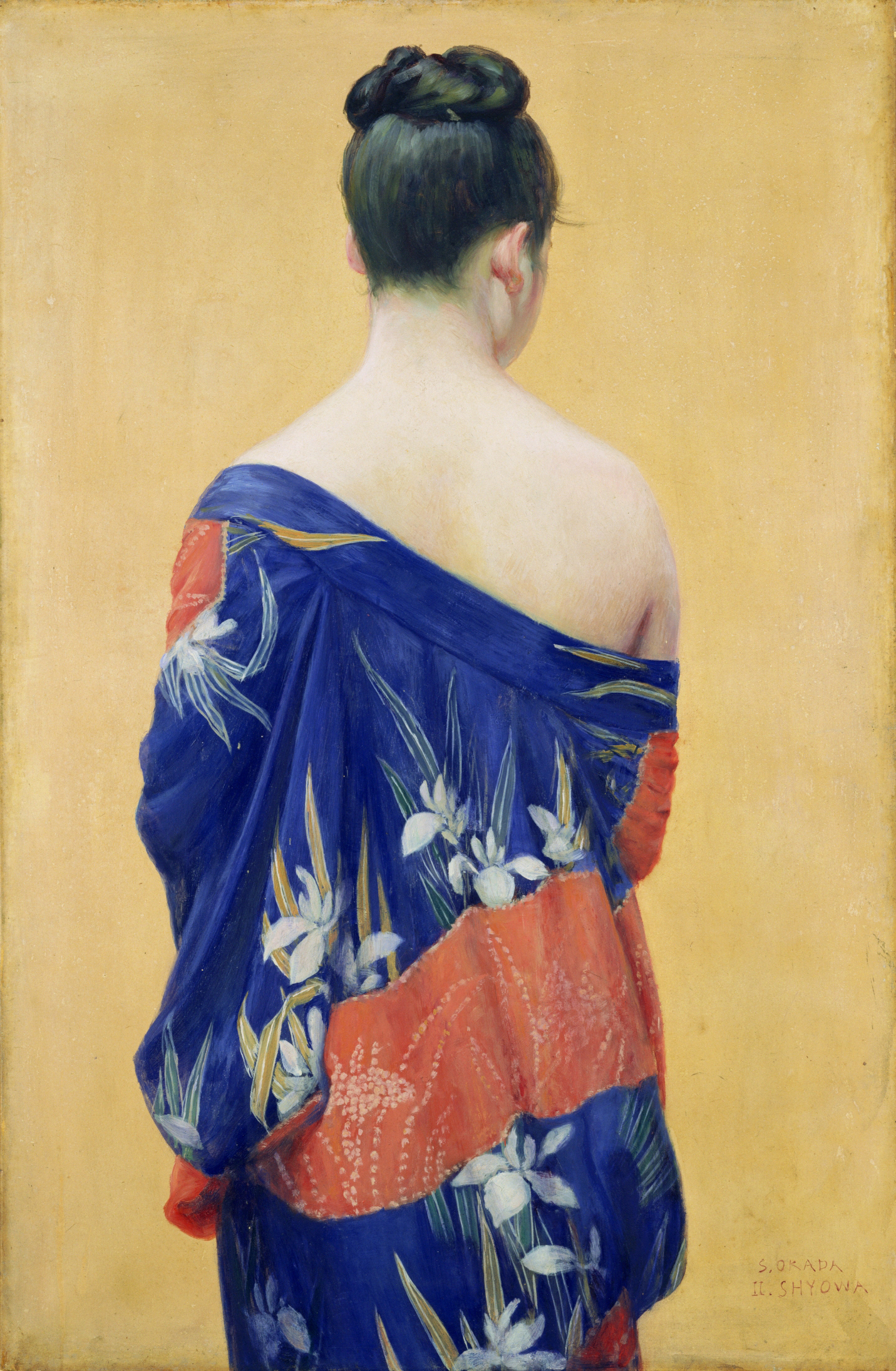
Kimono d'iris, 1927